# Bruine boon

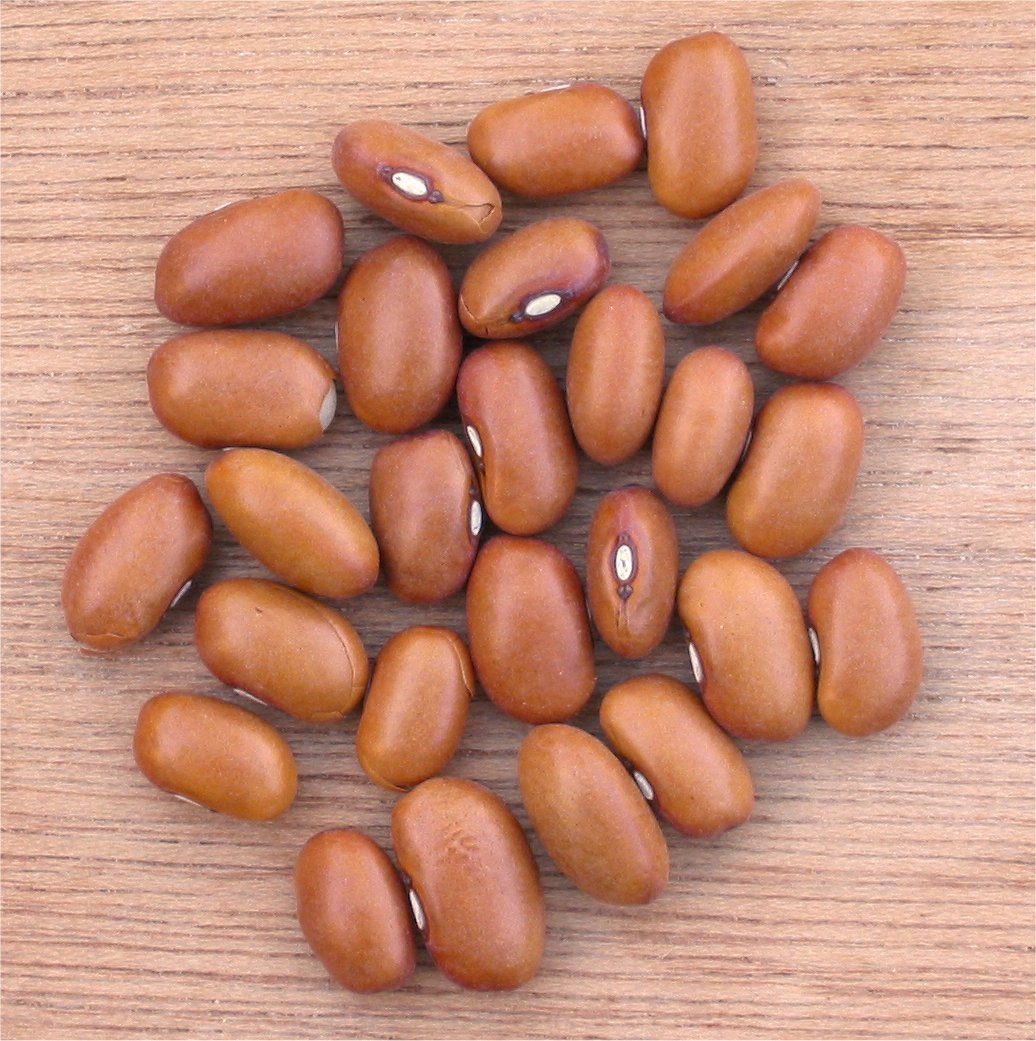
Noord-Hollandse bruine bonen

De bruine boon is een stamboon die behoort tot de gewone boon (Phaseolus vulgaris). De boon kan gedroogd bewaard worden, maar wordt ook veel geconserveerd in blik of glas. Gedroogde bruine bonen moeten voor het koken ongeveer acht uur geweekt worden, waarna ze een uur gekookt moeten worden. In het voortgezet onderwijs wordt de bruine boon vaak gebruikt voor het bestuderen van de kieming en de groei van een plant.
In Nederland worden in de akkerbouw de rassen 'Narda' en 'Berna' en door de particuliere tuinder het ras 'Noord-Hollandse bruine' geteeld. De professionele teelt vindt voornamelijk in Zeeuws-Vlaanderen plaats. Bedroeg het areaal bruine bonen in 1980 nog 3400 hectare (ha), in 2013 was dit teruggelopen tot 1796 ha. De bonen kunnen gezaaid worden tussen 20 april en 20 mei. Per ha wordt ongeveer 135 kg zaaizaad gebruikt. De oogst valt in september. De opbrengst ligt tussen de 2700 en 3700 kg bonen per hectare.

## Ziekten
De bruine boon kan aangetast worden door de virussen bonerolmozaïekvirus, zwarte vaatziekte en bonescherpmozaïekvirus. Daarnaast kan onder natte omstandigheden grauwe schimmel optreden. Deze ziekte is te bestrijden met chemische middelen. Bij een ruimere plantafstand en een niet te weelderig gewas komt grauwe schimmel minder voor.

## Voedingsstoffen
De voedingswaarde van 100 gram gedroogde bruine bonen is:
| Energetische waarde | 1145 kJ  |
| Koolhydraten        | 43 gram  |
| Eiwit               | 20 gram  |
| Vet                 | 2 gram   |
| Voedingsvezels      | 6,5 gram |
| Vitamine B1         | 0,6 mg   |
| Vitamine B2         | 0,1 mg   |
| Calcium             | 80 mg    |
| IJzer               | 5 mg     |

## Trivia
- De schrijver Anne de Vries laat de hoofdpersoon van zijn roman Bartje zeggen: 'Ik bid niet voor bruine bonen." Deze zin werd het bekendste citaat uit het oeuvre van de schrijver.